# Шоу, Сэм (звукорежиссёр)
Сэм Ф. Шоу (англ. Sam F. Shaw; 13 июня 1946 — 6 октября 2024) — американский звукорежиссёр и звуковой монтажёр.
Обладатель премий «Сатурн» и BAFTA в категории «Лучший звук» за фильм «Звёздные войны» и «Эмми» в категории «Лучший звуковой монтаж в телесериале» за телесериал «Воздушный волк».

## Карьера
Сэм Ф. Шоу учился в Университете Лойола Мэримаунт и работал в Корпусе морской пехоты США. В конце 1960-х начал обучаться монтажу.
С 1972 года работал звукорежиссёром-фрилансером во многих фильмах. В 1976 году он основал свою компанию Sam Shaw Enterprises (SSE).
В 1979 году Шоу вместе с Робертом Рутледжем, Гордоном Дэвидсоном, Джином Корсо, Дереком Боллом, Доном МакДугаллом, Бобом Минклером, Рейем Уэстом, Майклом Минклером, Лесом Фрешольцем, Ричардом Портманом и Беном Бёрттом получил премию BAFTA за лучший звук за работу над научно-фантастическим фильмом «Звёздные войны». Годом ранее он Бёртт и МакДугалл за этот же фильм получили премию «Сатурн», также за лучший звук. Однако между Шоу и Бёрттом были разногласия при работе над «Звёздными войнами».
В 1984 году Шоу также получил премию «Эмми» за лучший звуковой монтаж в телесериале за свою работу над телесериалом CBS «Воздушный волк». Ранее он был трижды номинирован на «Эмми» в той же категории за телесериалы «Марко Поло», «Рыцарь дорог» и «Сказки Золотой обезьяны».

## Фильмография

#### Кино
- Чёрная змея (1973)
- За пределами Атлантиды (1973)
- Парни в синей форме (1973)
- Пустоши (1973)
- Ещё один арест (1974)
- Чернокожие (1974)
- Фриби и Бин (1974)
- Оставайся голодным (1976)
- Летать! (1976)
- Смерть Ричи (1977)
- Слишком рискованно (1977)
- Заговор «Черный дуб» (1977)
- Собака Дракулы (1977)
- Звёздные войны (1977)
- Бродяга-миллиардер (1977)
- Незамужняя женщина (1978)
- Слава Богу, сегодня пятница (1978)
- Калифорнийский отель (1978)
- Свояки (1979)
- Ночное крыло (1979)
- Странники (1979)
- Только ты и я, малыш (1979)
- Правосудие для всех (1979)
- Попай (1980)
- Адская ночь (1981)
- Ваш билет больше не действителен (1981)
- Доктор Детройт (1983)
- Воздушный волк (1984)
- В ночи (1985)
- Маска (1985)
- Последний ритуал (1988)
- Во имя справедливости (1991)
- Бомба замедленного действия (1991)
- Двойной удар (1991)
- Рубин Каира (1992)
- Доппельгангер (1993)

#### Телевидение
- Марко Поло (1982) (7 эпизодов)
- Сказки Золотой обезьяны (1982—1983) (14 эпизодов)
- Рыцарь дорог (1983) (1 эпизод)
- Воздушный волк (1984) (10 эпизодов)
- Кличка — Огненный лис (1985) (1 эпизод)
- George Burns Comedy Week (1985) (1 эпизод)
- Star Wars Galaxy of Sounds (2021) (7 эпизодов)

## Награды и номинации
| Премия   | Категория                            | Год  | Работа                    | Результат | Пр.   |
| -------- | ------------------------------------ | ---- | ------------------------- | --------- | ----- |
| «Сатурн» | Лучший звук                          | 1978 | «Звёздные войны»          | Победа    |       |
| BAFTA    | Лучший звук                          | 1979 | «Звёздные войны»          | Победа    | [ 1 ] |
| «Эмми»   | Лучший звуковой монтаж в телесериале | 1982 | «Марко Поло»              | Номинация | [ 6 ] |
| «Эмми»   | Лучший звуковой монтаж в телесериале | 1983 | «Рыцарь дорог»            | Номинация | [ 7 ] |
| «Эмми»   | Лучший звуковой монтаж в телесериале | 1983 | «Сказки Золотой обезьяны» | Номинация | [ 7 ] |
| «Эмми»   | Лучший звуковой монтаж в телесериале | 1984 | «Воздушный волк»          | Победа    | [ 2 ] |

## Заметки
1. ↑  Позже названные как «Звёздные войны. Эпизод IV: Новая надежда»